# Пийтерфолвовская сельская община
Пийтерфолвовская сельская общи́на (укр. Пийтерфолвівська сільська громада) — территориальная община в Береговском районе Закарпатской области Украины.
Административный центр — село Пийтерфолво.
Население составляет 19 702 человека. Площадь — 194,9 км².

## Населённые пункты
В состав общины входит 16 сёл:
- Пийтерфолво
- Тисобикень
- Форголань
- Великая Паладь
- Фертешолмаш
- Дюла
- Неветленфолу
- Ботар
- Новое Клиново
- Окли
- Окли Гедь
- Чепа
- Гетиня
- Затисовка
- Чернотисов
- Холмовец